# Legături (Star Trek: Generația următoare)
„Legături” (titlu original: „Liaisons”) este al 2-lea episod din al șaptelea sezon al serialului TV american științifico-fantastic Star Trek: Generația următoare și al 154-lea episod în total. A avut premiera la 27 septembrie 1993.
Episodul a fost regizat de Cliff Bole după un scenariu de Jeanne Carrigan Fauci și Lisa Rich bazat pe o poveste de Roger Eschbacher și Jaq Greenspon.

## Prezentare
Worf și Troi sunt gazde fără de voie pentru doi ambasadori lyraan, în timp ce Jean-Luc Picard se prăbușește cu naveta împreună cu un alt lyraan. El este salvat de o femeie umană, care manifestă un comportament ciudat. 

## Actori ocazionali
- Barbara Williams - Anna
- Eric Pierpoint - Voval
- Paul Eiding - Loquel
- Michael Harris - Byleth
- Rickey D'Shon Collins - Băiat (Eric Burton)